# Prvenstvo Osječkog nogometnog podsaveza – Provincija 1928./29.
Natjecanje za prvenstvo Provincije Osječkog nogometnog podsaveza u sezoni 1928./29. 
  
Prvak je bio klub ŠK Ljeskovica iz današnje Stare Ljeskovice.

## Sustav natjecanja
Igrano je jednostrukim kup-sustavom. Pobjednik prvenstva Provincije je potom s prvakom Osječke skupine Osječkog nogometnog podsaveza igrao za prvaka Podsaveza.  

## Sudionici
- Šparta Beli Manastir
- BŠK Belišće
- Građanski Brčko
- DMŠK Donji Miholjac
- Sloga Donji Miholjac
- Certissa Đakovo
- Proleter (Đurđenovac – Sušine)
- Belje (Kneževo – Branjin Vrh)
- ŠK Ljeskovica
- Hajduk Orahovica
- Hajduk Orašje
- Jovalija Valpovo
- Cibalija Vinkovci
- Sloga Vinkovci
- Amater Virovitica
- Jadran Virovitica
- Sloga Vukovar
- Šparta Vukovar

Kneževo – tada dio naselja Branjin Vrh 
 
Ljeskovica – tadašnji naziv za naselje Stara Ljeskovica 

Brčko i Orašje – naselja u današnjoj Bosni i Hercegovini 

BŠK Belišće – također naveden i kao Belišćanski ŠK 

ŠK Ljeskovica – također naveden i kao Ljeskovički ŠK

## Rezultati
Igrano od svibnja do rujna 1929. godine.
I. kolo
| datum             | par                                                  | rezultat   | napomene                                     |
| ----------------- | ---------------------------------------------------- | ---------- | -------------------------------------------- |
| 12. svibnja 1929. | BŠK Belišće – Jovalija Valpovo                       | 3:1        |                                              |
| 12. svibnja 1929. | Belje (Kneževo – Branjin Vrh) – Šparta Beli Manastir | 2:3 (prod) | nakon produžetaka regularni dio utakmice 2:2 |
| 12. svibnja 1929. | Sloga Donji Miholjac – DMŠK Donji Miholjac           | 0:1        |                                              |
| 12. svibnja 1929. | Cibalija Vinkovci – Sloga Vinkovci                   | 0:5        |                                              |
| 12. svibnja 1929. | Šparta Vukovar – Sloga Vukovar                       | 3:0 p.f.   | Sloga odustala                               |
| 12. svibnja 1929. | Jadran Virovitica – Amater Virovitica                | 2:1        |                                              |
| 19. svibnja 1929. | Građanski Brčko – Hajduk Orašje                      | 5:1        |                                              |
| 26. svibnja 1929. | Proleter (Đurđenovac – Sušine) – ŠK Ljeskovica       | 1:4        |                                              |

II. kolo
| datum             | par                                | rezultat | napomene        |
| ----------------- | ---------------------------------- | -------- | --------------- |
| 26. svibnja 1929. | Šparta Beli Manastir – BŠK Belišće | 1:2      |                 |
| 26. svibnja 1929. | Certissa Đakovo – Šparta Vukovar   | 3:0 p.f. | Šparta odustala |
| 2. lipnja 1929.   | Sloga Vinkovci – Građanski Brčko   | 7:0      |                 |

III. kolo
| datum                             | par                                    | rezultat | napomene                                                                                  |
| --------------------------------- | -------------------------------------- | -------- | ----------------------------------------------------------------------------------------- |
| 23. lipnja 1929.                  | Jadran Virovitica – ŠK Ljeskovica      | 0:3 p.f. | Jadran prvo tražio odgađanje utakmice, pa predao                                          |
| 23. lipnja 1929. 28. srpnja 1929. | Certissa Đakovo – Sloga Vinkovci       | 3:6      | utakmica prekinuta pri rezultatu 1:5 (u 68.minuti), pa je 28. srpnja 1929. igran nastavak |
| 28. srpnja 1929.                  | Hajduk Orahovica – DMŠK Donji Miholjac | 2:0      |                                                                                           |

Poluzavršnica
| datum              | par                              | rezultat | napomene |
| ------------------ | -------------------------------- | -------- | -------- |
| 11. kolovoza 1929. | Hajduk Orahovica – ŠK Ljeskovica | 1:2      |          |
| 11. kolovoza 1929. | Sloga Vinkovci – BŠK Belišće     | 5:2      |          |

Završnica
| datum           | par                            | rezultat | napomene                           |
| --------------- | ------------------------------ | -------- | ---------------------------------- |
| 15. rujna 1929. | Sloga Vinkovci – ŠK Ljeskovica | 1:2      | ŠK Ljeskovica prvak Provincije ONP |

## Za prvaka podsaveza
| datum              | par                           | rezultat | napomene                                                     |
| ------------------ | ----------------------------- | -------- | ------------------------------------------------------------ |
| 15. prosinca 1929. | Hajduk Osijek – ŠK Ljeskovica | 3:0 p.f. | ŠK Ljeskovica odustala od utakmice zbog financijskih razloga |

- Hajduk prvak Osječkog nogometnog podsaveza